# حبيل المناخ (بعدان)

تعديل مصدري - تعديل

حبيل المناخ محلة تابعة لقرية المناخ، التابعة لعزلة بني منصور بمديرية بعدان إحدى مديريات محافظة إب في الجمهورية اليمنية، بلغ تعداد سكانها 163 حسب تعداد اليمن لعام 2004.